# Nueva Galia
Nueva Galia es una localidad del departamento Gobernador Dupuy, en la provincia de San Luis, Argentina. 
Se encuentra en la intersección de la RN 188 con la provincial 55 (ex nacional 148), a 265 km al sur de la capital de la provincia y a 170 kilómetros de Villa Mercedes.
Antigua estación del Ferrocarril Sarmiento, actualmente se vincula con otras localidades por servicios de ómnibus.
Cuenta con dos escuelas (una de ellas hogar), registro civil y dependencias policiales. Entre los servicios que posee se hallan un centro de salud, oficinas de correo y una sucursal bancaria. Para la demanda turística hay hoteles, un casino y un camping. También posee televisión de aire, satelital y por cable, telefonía y acceso a Internet.

## Geografía
La localidad se encuentra en una región llana, con médanos y pastizales, interrumpidos por pequeñas lagunas. Su altitud no supera los 320 m sobre el nivel del mar. Los suelos son arenosos con escasa retención de humedad y pocos restos orgánicos. Las capas freáticas, de agua generalmente muy salina, se encuentran antes de los 2 metros de profundidad.

### Clima
El clima es templado semiárido, con inviernos muy fríos y nevadas comunes. La mayor parte de las precipitaciones (entre 300 y 400 mm) se registran en los meses de verano, los cuales son extremadamente cálidos.

### Población
Contó con 1,353 habitantes (Indec, 2010), lo que representó un incremento del 12,8% frente a los 1,199 habitantes (Indec, 2001) del censo anterior.
Según el censo 2022 la población total de la Comisión municipal fue de 1,727 personas. En tanto, el número de viviendas registradas fue de 715.
| Gráfica de evolución demográfica de Nueva Galia entre 1947 y 2022 |
|                                                                   |
| Fuente: Censos nacionales del INDEC                               |

## Historia
La zona fue territorio de la etnia indígena ranquel, separada de los centros urbanos criollos por extensas zonas desérticas.
A principios del siglo XX, el Ferrocarril Oeste construyó un ramal desde Buenos Aires a General Alvear, provincia de Mendoza, a lo largo del cual se establecieron estaciones que dieron origen a centros poblados.
Nueva Galia fue fundada el 13 de mayo de 1907 por los colonos franceses Octavio Auguiot y Julio Mauricio Grandval. Se atribuye a Eduardo de Chapeaurouge un papel fundamental en la fundación y en el impulso de la localidad.Su nombre alude a la Galia, región de la antigua Europa que corresponde a la actual Francia.
La iglesia del pueblo recién fue inaugurada el 11 de diciembre de 1911, por el sacerdote Martín, y el año siguiente se escrituró a nombre del Obispado de Cuyo. En sus orígenes, se cree que la asistencia espiritual dependía de padres salesianos residentes en Victorica, provincia de La Pampa.
En 1913, fue elevada a la categoría de Parroquia, siendo el cura Manuel Beltrán su primer párroco.
Desde 2012, la localidad acoge a una pequeña comunidad menonita oriunda de Chihuahua (México).

## Cultura
Los días 9, 10 y 11 de febrero de cada año se realiza el Festival Internacional de Doma y Folclore del Caldén, con la presencia de artistas locales, provinciales y nacionales.

## Parroquias de la Iglesia católica en Nueva Galia
| Diócesis  | San Luis |
| --------- | -------- |
| Parroquia | San José |